# 45號美國國道密西根州段
45號美國國道是一條連接阿拉巴馬州的莫比爾和密西根上半島的美國編號公路。作為密西根州高速幹線系統的一部分，國道45號於密西根州境內的路段由密西根州交通部負責維護。美國國道45號密西根州段始於沃特斯米特南方的密西根州邊境直至位於昂托納貢的昂托納貢街，並在其約54.75英里（88.11）的路程中穿過了渥太華國家森林。部分路段與昂托納貢河保持平行。
國道45號密西根州段的歷史最早可追朔至1930年代。在國道45號決定延伸至密西根州後，部分26號和45號密西根州州道的路段被改制為國道45號的一部分。延伸後曾有一8英里（13）的路段於1950年代晚期被大規模重建。1970年代，密西根州交通部曾經嘗試過將路線調整至羅克蘭附近，但在不久後還是被改回原本的路線。

## 歷史
國道45號最早於1935年被記載在密西根州道路地圖上。在延伸至密西根州之前，國道45號僅止於伊利諾伊州的德斯普蘭斯。國道45號的延伸計畫併入了26號密西根州州道（M-26）和45號密西根州州道（M-45）的部分路廊，分別是從州邊境至羅克蘭，和從羅克蘭至昂托納貢的路段。從1957年開始，當時還被稱為密西根州高速公路局的密西根州交通部針對昂托納貢縣東部的路段進行重建，並因新路廊會經過陡峭的山坡和土質鬆軟的地形使用了大量的廢銅礦來鋪設路基。這份重建計畫也包含了一座於1959年通車，跨越昂托納貢河的橋，並在河對岸鋪設了剩餘8英里（13）的路段以將這條始於墨西哥灣，終於蘇必略湖的國道連接起來。
國道45號從羅克蘭至格林蘭的路段曾於1971年末進行改道，並將原格林蘭至昂托納貢的路段改道行經昂托納貢-格林蘭路。密西根州交通部（MDOT）於1973年末將路線改回1971年末前的路線，並將行經昂托納貢-格林蘭路的路廊改制供38號密西根州州道（M-38）向西延伸。

## 主要路口
| 县                                         | 地點           | 英里   | 公里   | 接點                                                                            | 備註               |
| ------------------------------------------ | -------------- | ------ | ------ | ------------------------------------------------------------------------------- | ------------------ |
| 戈吉比克縣                                 | 沃特斯米特鎮區 | 0.000  | 0.000  | 45號美國國道 南—老鷹河                                                          | 威斯康辛州邊境     |
| 戈吉比克縣                                 | 沃特斯米特     | 7.522  | 12.105 | 2號美國國道—艾恩伍德、艾昂山                                                    |                    |
| 昂托納貢縣                                 | 布魯斯克羅辛   | 26.668 | 42.918 | 28號密西根州州道—韋克菲爾德、馬凱特                                             |                    |
| 昂托納貢縣                                 | 羅克蘭鎮區     | 40.524 | 65.217 | 26號密西根州州道 北—霍頓                                                        | M-26終點           |
| 昂托納貢縣                                 | 昂托納貢       | 54.094 | 87.056 | 38號密西根州州道 東／LSCT 東—巴拉加 · 64號密西根州州道 西／LSCT 西—卡普萊克鎮區 | M-38終點; M-64終點 |
| 昂托納貢縣                                 | 昂托納貢       | 54.759 | 88.126 | 昂托納貢街                                                                      | 國道終點           |
| 1.000英里＝1.609公里；1.000公里＝0.621英里 |                |        |        |                                                                                 |                    |